# Marek Kulič
Marek Kulič (* 11. Oktober 1975 in Hradec Králové) ist ein ehemaliger tschechischer Fußballspieler.
Marek Kulič spielte in seiner Jugend zunächst für Spartak Hradec Králové. Obwohl er als großes Talent galt, gab er die Idee auf, Fußballprofi zu werden, und hängte die Fußballschuhe mit 15 Jahren an den Nagel. Nach nur wenigen Monaten ließ er sich von Slavia Hradec Králové überreden, weiterzumachen, und spielte schon sehr bald nicht nur für die Junioren, sondern auch in der Männermannschaft. Während der Saison hörte er aber erneut auf, diesmal mit der Begründung, sein Abitur sei ihm wichtiger. Einige Funktionäre von Slavia wechselten kurze Zeit später zum Stadtteilverein Sokol Malšovice und konnten Kulič abermals überzeugen, auf den Fußballplatz zurückzukehren.
Schon bald zeigte sich, dass Kulič, der im Angriff spielte, zu gut war für die siebte Liga. 1994 wechselte er zum damaligen Viertligisten Olympia Hradec Králové. Auch dort übertraf er schnell das Niveau und hatte im Sommer 1996 Angebote der Erstligisten FK Jablonec, Atlantic Lázně Bohdaneč und von seinem ehemaligen Jugendverein SK Hradec Králové. Obwohl sein Herz an seinem Stammverein hing, nahm Kulič das Angebot aus Lázně Bohdaneč an. Dort spielte er zweieinhalb Jahre, ehe er im Jahr 1999 an Petra Drnovice ausgeliehen wurde. Die Saison 1999/00 begann Marek Kulič wieder bei Atlantic Lázně Bohdaneč, wechselte aber bald zu Dukla Příbram. Besonders die ersten beiden Jahre dort waren für Kulič erfolgreich, er erzielte sieben, beziehungsweise acht Treffer. In der Saison 2000/01 hatte er ein Angebot des koreanischen Vereins Chunnam Dragons, der eine Million Dollar Ablöse bot, doch Klubchef Jaroslav Starka lehnte ab.
2003 wechselte Kulič zum SK České Budějovice, für den er in zwei Spielzeiten 17 Tore schoss. 2005 konnte er zwischen den Angeboten von Slavia Prag, 1. FC Brünn und FK Mladá Boleslav wählen, schließlich entschied er sich für das lukrativste Angebot aus Mladá Boleslav. Auch aufgrund von Kuličs zehn Toren in 28 Spielen wurde der FK Mladá Boleslav tschechischer Vizemeister.
Anfang 2007 wechselte Marek Kulič zu Sparta Prag, dort unterschrieb er einen Vertrag bis 2009. In 13 Rückrundenspielen erzielte er daraufhin sieben Treffer und hatte so wesentlichen Anteil an Spartas tschechischem Meistertitel.
Im Juni 2009 ging Kulič zurück zum FK Mladá Boleslav.

## Nationalmannschaft
Beim 1:3 gegen Serbien am 16. August 2006 debütierte Kulič in der tschechischen Nationalmannschaft. Bisher absolvierte er sechs Länderspiele und konnte sich beim 2:0 gegen Belgien und beim 7:0 gegen San Marino in die Torschützenliste eintragen. Auch im Freundschaftsspiel gegen FK Teplice am 11. Oktober 2007 traf er für die tschechische Nationalelf und zwar gleich doppelt.